# Petrus Johannes Meindaerts
Petrus Johannes Meindaerts (Groningen, 7 november 1684 - 31 oktober 1767) was een Nederlands geestelijke en een aartsbisschop van de Oudkatholieke Kerk.
Meindaerts studeerde in Mechelen en Leuven en werd in 1716 door bisschop Luke Fagan van het Ierse Meath tot priester gewijd. Later was hij aartspriester in Leeuwarden en deken in Friesland. Op 2 juli 1739 werd hij tot aartsbisschop van Utrecht gekozen en op 18 oktober van hetzelfde jaar gewijd door de gesuspendeerde Franse bisschop Dominique Marie Varlet. Rome protesteerde, vooral nadat Meindaerts ook bisschoppen in Haarlem (1742) en Deventer (1757) had gewijd. In 1763 organiseerde hij een concilie in Utrecht waaraan verschillende Franse bisschoppen deelnamen. Hij liet een aantal godsdienstige geschriften na.
- Biografisch Portaal: 18426689
- Gemeinsame Normdatei: 100974848
- International Standard Name Identifier: 0000 0000 0504 6658
- Nationale Bibliotheek van Tsjechië: av20211129767
- Nederlandse Thesaurus van Auteursnamen: 070499993
- Système universitaire de documentation: 185755100
- Virtual International Authority File: 29887455
- WorldCat: E39PBJgd4DPxq7wCV66KVpp9Dq